# زكي مغامز
زكي مُغَامِز بك (1871 - فبراير 1932) صحفي ومسؤول حكومي سوري عثماني. ولد في حلب ونشأ ودرس بها. هاجر منها إلى إسطنبول سنة 1891 تاجرًا ثم ساهم في الصحافة التركية، وحرر في أهم صُحف زمانه. عيّن عضواً في مجلس إدارة إسطنبول. خدم الدولة العثمانية 27 سنة. ونبغ باللغة التركية، فترجم إليها القرآن سنة 1911، وعدة مؤلفات جرجي زيدان. توفي في إسطنبول عن 61 عامًا.

## سيرته
ولد زكي مغامز الحلبي سنة 1288 هـ/ 1871 م في مدينة حلب بولاية حلب العثمانية ونشأ بها. تعلم في المدرسة الرشدية والعسكرية، ونال شهادة رئيس الصف. درس العربية والتركية والفرنسية على معلمين خصوصيين. سافر إلى تركيا لما بلغ العشرين سنة 1891 وأقام في إسطنبول. اشتغل بالتجارة مع أخيه جميل، ثم دخل الصحافة وحرر في جريدة «سعادة»، و«إقدام»، و«معلومات»، و«صباح» في تركيا، وكان يراسل جريدة «المؤيد» و«اللواء» بالقاهرة و«المقتبس» في دمشق. وأصدر صحيفة «المشكاة» بالتركية. 

| إنّي أطلب للعرب التأورب في كل شيء ومتى عزموا وتوسلوا بالأسباب وفّوا حق وجدانهم أمام سيل ترقي الغرب الذي لا ينصف ولا يرحم إلا إذا قوبل بمثل تفوقه وتقدمه. |
| —بحث في اللغة العربية |

دخل السياسة في عهد المشروطية في الدولة العثمانية. فعيّن في مجلس إسطنبول البلدي (شهر أمانتي)، ومكتوبجية ولاية طرابزون، ومديرية جريدة البوليس، وعضوًا بدائرة التأليف والترجمة بالمعارف، ولجنة التأليف والترجمة في أنقرة، وعضوًا في المجمع العلمي العربي بدمشق.  ثم شارك في تأسيس جمعية الإخاء العربي - العثماني سنة 1908، وانتخب عضوًا في اللجنة الإدارية للجمعية، وخاض الانتخابات النيابية التكميلية بولاية حلب سنة 1910 مرشحًا عن طائفة الروم الكاثوليك، وذلك لملء أحد المقعدين النيابيين الشاغرين بعد استقالة مرعي باشا الملاح ومصطفى نوري أفندي العنتابي. لكنه لم ينجح فيها لأن الاتحاديين سيطروا عليها فلم يسمحوا لأي من المرشحين من خارج صفوف جمعيتهم بالفوز بها.

توفي زكي مغامز فبراير 1932 في إسطنبول.

## جوائزه
بلغ الرتبة الثانية المدنية (القلمية)، ونال النيشان المجيدي من الدرجة الثالثة وميدالية اللياقة. 

## آثاره
من كتبه:
- «مفتاح مكالمة عربية»، 1903
- «المخطوطات في مكتبات الاستانه»، 1929

من ترجماته من العربية إلى التركية:
- «تاريخ التمدن الإسلامي»، جرجي زيدان
- «رواية صلاح الدين الأيوبي»، جرجي زيدان
- «تحرير المرأة»، قاسم أمين
- «رواية أبي مسلم الخراساني»
- «عروس فرغانة»
- «ترجمة القرآن»، 1911